# Exor
Exor N.V. — холдингова компанія, зареєстрована в Нідерландах та контрольована компанією Giovanni Agnelli B.V., що належить італійській сім'ї Аньєллі. У 2019 році виручка склала 144 мільярди доларів, що зробило її 28-ю компанією у світі за великою виручкою, відповідно до списку Fortune Global 500 за 2020 рік. Компанія має сторічну історію інвестицій, у тому числі в автовиробниках Stellantis і Ferrari, виробників техніки та обладнання CNH Industrial, глобального перестраховика PartnerRe, а також футбольний клуб Ювентус та міжнародне видання The Economist.

## Ключові фігури
Склад ради директорів станом на 5 червня 2023 року:
- Нітін Норія — голова;
- Джон Елканн — головний виконавчий директор;
- Мелісса Бетелл — невиконавчий директор;
- Марк Болланд — невиконавчий директор;
- Тіберто Руй Брандоліні Д'Адда — невиконавчий директор;
- Лоуренс Дебру — невиконавчий директор;
- Сандра Дембек — невиконавчий директор;
- Аксель Дюма — невиконавчий директор;
- Джіневра Елканн — невиконавчий директор;
- Алессандро Насі — невиконавчий директор[4].